# محمد جاسم
محمد جاسم، لاعب كرة قدم كويتي سابق.
و قد كان يلعب مع نادي القادسية الكويتي، وقد سجل هدف في نهائي كأس الأمير 1991/1992، وقد كان هداف كأس الأمير 1995/1996 برصيد 3 أهداف.
و هو شقيق اللاعبين أحمد جاسم وحسين جاسم.